# Благов, Павел Степанович
Павел Степанович Благов (19.01.1917, Туркестанская область — 20.12.1982) — советский военнослужащий, участник Великой Отечественной войны,  воздушный стрелок самолета Ил-2 75-го гвардейского штурмового Сталинградского Краснознаменного ордена Суворова авиационного полка 1-й гвардейской штурмовой Сталинградской ордена Ленина дважды Краснознаменной орденов Суворова и Кутузова авиационной дивизии 1-й воздушной армии 3-го Белорусского фронта, гвардии старшина — на момент представления к награждению орденом Славы 1-й степени. Один из полных кавалеров ордена Славы, награждённых в годы войны четырьмя орденами Славы.

## Биография
Родился 19 января 1917 года в селе Обручёвка Ордабасынского района Южно-Казахстанской области Казахстана. Окончил 4 класса. Был трактористом в совхозе «Новый путь» Арысского района.
В сентябре 1936 года был призван в Красную Армию Арысским райвоенкоматом. Служил в авиационном полку техником самолета, участвовал в советско-финляндской войне 1939—1940 годов.
Начало Великой Отечественной войны встретил недалеко от границы с Румынией в должности механика по вооружению 4-го истребительного авиационного полка. Старшина Благов сутками не уходил с аэродрома, обеспечивая боевые вылеты летчиков-истребителей. Только за два месяца обеспечил более 100 вылетов, был награждён медалью «За боевые заслуги». Воевал на Юго-Западном, Сталинградском фронтах. Написал несколько рапортов и добился перевода в штурмовую авиацию. Пройдя кратковременную переподготовку, вернулся на фронт в качестве воздушного стрелка самолета штурмовика Ил-2.
Воевал в составе 75-го гвардейского штурмового авиационного полка. Участвовал в боях за освобождение Донбасса и Крыма. Начал летать со штурманом полка майором Суклицким. В одном из вылетов, после удара по бронепоезду в районе Мелитополя, их штурмовик был атакован истребителями. Летчик и стрелок смогли сбить один Ме-109. Раненый летчик сумел посадить поврежденную машину. Благов после госпиталя, был в том вылете контужен, вернулся в полк. С этого времени летал с летчиком Удовиченко.
В феврале 1944 года в нескольких вылетах огнём из своего пулемета Благов поджег автомашину с солдатами, эшелон с боеприпасам. В марте был награждён орденом Красного Знамени. Весно 1944 года вступил в ВКП/КПСС. Осенью 1-я гвардейская штурмовая дивизия была передана в 1-ю воздушную армию, участвовала в освобождении Белоруссии и Прибалтики, в разгроме восточно-прусской группировки врага.
1 сентября 1944 года в воздушном бою вблизи населённого пункта Шакяй гвардии старшина Благов отбил 3 атаки истребителей противника. 16 октября в районе населенного пункта Вирбалис пулеметным огнём уничтожил автомобиль, 3 зенитные артиллерийские установки, 5 солдат противника. 20 октября отбил 3 атаки истребителей. Приказом от 6 ноября 1944 года гвардии старшина Благов Павел Степанович награждён орденом Славы 3-й степени.
21 января 1945 года в воздушном бою[прояснить] в районе города Линденау пулеметным огнём нанес большой урон живой силе противника, поджег автомобиль. Приказом от 22 февраля 1945 года гвардии старшина Благов Павел Степанович награждён орденом Славы 2-й степени.
В воздушных боях 18 и 24 марта 1945 года в районе Кёнигсберга отбил 11 атак истребителей противника, подавил батарею зенитной артиллерии. В последнем вылете был тяжело ранен в правую руку. Продолжал вести бой, пока штурмовик не был подбит. Выполняя приказ командира, покинул горящую машину на парашюте над своей территорией. В госпитале воину ампутировали правую руку. К тому времени на счету воздушного стрелка Благова было 159 боевых вылетов.
После демобилизации в 1945 вернулся на родину в село Обручёвка. Несмотря на увечье, вернулся к довоенной профессии, работал трактористом.
Указом Президиума Верховного Совета СССР от 15 мая 1946 года за исключительное мужество, отвагу и бесстрашие, проявленные на заключительном этапе Великой Отечественной войны в боях с вражескими захватчиками, гвардии старшина Благов Павел Степанович награждён орденом Славы 1-й степени. Стал полным кавалером ордена Славы.
Жил в селе Обручевка. Скончался 20 декабря 1982 года.
Награждён орденами Красного Знамени, Красной Звезды, Славы 3-х степеней, медалями.
Именем Благова названа улица в селе Обручёвка.